# Championnat du monde de hockey sur glace 1972
Navigation
Suisse 1971 URSS 1973
Le trente-neuvième championnat du monde  de hockey sur glace et par la même occasion le cinquantième championnat d’Europe a eu lieu en 1972 en Tchécoslovaquie et en Roumanie.

## Contexte
Pour la première fois, cette édition a lieu la même année que la compétition de hockey sur glace pour les Jeux olympiques d'hiver. Alors que les jeux ont lieu au mois de février les tournois internationaux pour les différentes poules du championnat ont lieu en mars et en avril.
Vingt nations se sont disputé les devants de la scène avec la première participation de la Chine.

## Groupe A
Le groupe A s'est déroulé dans la capitale tchécoslovaque de Prague entre le 7 et le 22 avril. Encore une fois, le système de classement à l'issue d'un tournoi en formule aller-retour a été utilisé. Les matchs se sont joués dans la Malá Sportovní patinoire du HC Sparta Prague du championnat de Tchécoslovaquie.

### Résultats
| Matchs aller | Matchs retour |
| --- | --- |
| 7 avril - Tchécoslovaquie 19–1 Suisse - URSS 11–0 Allemagne fédérale 8 avril - Suède 12–1 Suisse - Finlande 8–5 Allemagne fédérale 9 avril - Tchécoslovaquie 4–1 Suède - URSS 10–2 Finlande 10 avril - Tchécoslovaquie 8–1 Allemagne fédérale - URSS 10–2 Suisse 11 avril - Suède 10–0 Allemagne fédérale - Finlande 2–3 Suisse 12 avril - Suède 2–1 Finlande - Tchécoslovaquie 3–3 URSS 13 avril Allemagne fédérale 6–3 Suisse 14 avril Tchécoslovaquie 5–3 Finlande - URSS 11–2 Suède | 15 avril - Tchécoslovaquie 12–2 Suisse - URSS 7–0 Allemagne fédérale 16 avril - Suède 8–5 Suisse - Finlande 13–3 Allemagne fédérale 17 avril - Tchécoslovaquie 2–0 Suède - URSS 7–2 Finlande 18 avril - Tchécoslovaquie 8–1 Allemagne fédérale - URSS 14–0 Suisse 19 avril - Suède 7–1 Allemagne fédérale - Finlande 9–1 Suisse 20 avril - Suède 4–5 Finlande - Tchécoslovaquie 3–2 URSS 21 avril - Allemagne fédérale 4–1 Suisse 22 avril - Tchécoslovaquie 8–2 Finlande - URSS 3–3 Suède |

### Classement du championnat du monde et d'Europe
Les équipes du groupe A n'étant que d'origine européenne, un seul classement fut établi. Étonnamment après neuf titres consécutifs, l'URSS se fait voler la vedette par la Tchécoslovaquie (même si l'URSS a remporté le tournoi olympique quelques mois plus tôt).
|        | Équipe             | PJ | V | N | D | BP | BC |
| ------ | ------------------ | -- | - | - | - | -- | -- |
| Or     | Tchécoslovaquie    | 10 | 9 | 1 | 0 | 72 | 16 |
| Argent | URSS               | 10 | 7 | 2 | 1 | 78 | 17 |
| Bronze | Suède              | 10 | 5 | 1 | 4 | 49 | 33 |
| 4      | Finlande           | 10 | 4 | 0 | 6 | 47 | 48 |
| 5      | Allemagne fédérale | 10 | 2 | 0 | 8 | 21 | 76 |
| 6      | Suisse             | 10 | 1 | 0 | 9 | 19 | 96 |

### Composition de la Tchécoslovaquie
L'équipe tchécoslovaque est alors composée des joueurs suivants :
- Jiří Holeček et Vladimír Dzurilla (gardiens de but),
- Oldřich Macháč, František Pospíšil, Jiří Bubla, Josef Horešovský, Milan Kužela, Rudolf Tajcnár, Vladimír Bednář (défenseurs),
- Jan Klapáč, Jaroslav Holík, Jiří Holík, Jiří Kochta, Václav Nedomanský, Julius Haas, Vladimír Martinec, Ivan Hlinka, Bohuslav Šťastný, Josef Paleček et Richard Farda (attaquants).

L'équipe est dirigée par Vladimír Kostka et Jaroslav Pitner.

## Groupe B
Le groupe B a joué ses matchs à Bucarest entre le 23 mars et le 2 avril. Au départ inscrite, l'équipe de France n'a finalement pas participé au tournoi.

### Résultats
24 mars
- États-Unis 5–3 Yougoslavie
- Pologne 9–1 Norvège
- Allemagne de l'Est 7–1 Japon

25 mars
- Roumanie 3–2 Yougoslavie

26 mars
- Allemagne de l'Est 5–2 Norvège
- États-Unis 14–5 Japon

27 mars
- Allemagne de l'Est 4–3 Yougoslavie
- Pologne 11–1 Japon
- Roumanie 7–2 Norvège

29 mars
- États-Unis 6–5 Allemagne de l'Est
- Japon 4–4 Norvège
- Roumanie 0–7 Pologne

30 mars
- Roumanie 3–8 Allemagne de l'Est
- États-Unis 5–1 Norvège
- Pologne 5–3 Yougoslavie

1er avril
- Roumanie 10–3 Japon
- Yougoslavie 11–5 Norvège
- États-Unis 5–6 Pologne

2 avril
- Roumanie 2–4 États-Unis
- Japon 6–3 Yougoslavie
- Pologne 3–2 Allemagne de l'Est

### Classement
|   | Équipe             | PJ                | V                 | N                 | D                 | BP                | BC                |
| - | ------------------ | ----------------- | ----------------- | ----------------- | ----------------- | ----------------- | ----------------- |
| 1 | Pologne            | 6                 | 6                 | 0                 | 0                 | 41                | 12                |
| 2 | États-Unis         | 6                 | 5                 | 0                 | 1                 | 39                | 22                |
| 3 | Allemagne de l'Est | 6                 | 4                 | 0                 | 2                 | 31                | 18                |
| 4 | Roumanie           | 6                 | 3                 | 0                 | 3                 | 25                | 26                |
| 5 | Japon              | 6                 | 1                 | 1                 | 4                 | 20                | 49                |
| 6 | Yougoslavie        | 6                 | 1                 | 0                 | 5                 | 25                | 28                |
| 7 | Norvège            | 6                 | 0                 | 1                 | 5                 | 15                | 41                |
| 8 | France             | N'a pas participé | N'a pas participé | N'a pas participé | N'a pas participé | N'a pas participé | N'a pas participé |

## Groupe C
Le groupe C s'est déroulé à Miercurea-Ciuc entre le 7 et le 22 avril.

### Résultats
3 mars
- Bulgarie 3–4 Chine
- Hongrie 11–4 Danemark

4 mars
- Italie 3–1 Pays-Bas
- Autriche 4–2 Danemark

5 mars
- Italie 6–2 Bulgarie
- Pays-Bas 4–3 Chine

6 mars
- Hongrie 2–6 Bulgarie
- Danemark 1–6 Chine
- Autriche 4–2 Pays-Bas

8 mars
- Italie 7–1 Chine
- Autriche 4–3 Hongrie
- Bulgarie 5–3 Pays-Bas

9 mars
- Italie 8–0 Danemark
- Autriche 4–2 Bulgarie
- Hongrie 6–1 Pays-Bas

11 mars
- Autriche 2–2 Chine
- Pays-Bas 2–4 Danemark
- Italie 6–6 Hongrie
- Bulgarie 2–0 Danemark

12 mars
- Hongrie 3–3 Chine
- Autriche 3–1 Italie

### Classement
|   | Équipe   | PJ | V | N | D | BP | BC |
| - | -------- | -- | - | - | - | -- | -- |
| 1 | Autriche | 6  | 5 | 1 | 0 | 21 | 12 |
| 2 | Italie   | 6  | 4 | 1 | 1 | 31 | 13 |
| 3 | Chine    | 6  | 2 | 2 | 2 | 19 | 20 |
| 4 | Bulgarie | 6  | 3 | 0 | 3 | 20 | 19 |
| 5 | Hongrie  | 6  | 2 | 2 | 2 | 31 | 24 |
| 6 | Danemark | 7  | 1 | 0 | 5 | 11 | 33 |
| 7 | Pays-Bas | 6  | 1 | 0 | 5 | 13 | 25 |